# Mina romană din Sasca Montană
Mina romană din Sasca Montană este un sit arheologic aflat pe teritoriul satului Sasca Montană, comuna Sasca Montană. În Repertoriul Arheologic Național, monumentul apare cu codul 53808.01.01.